# روبرت كورتيس سميث
روبرت كورتيس سميث (بالإنجليزية: Robert Curtis Smith)‏ هو كاتب أغاني ومغني أمريكي، ولد في 17 فبراير 1930 في كروغر في الولايات المتحدة، وتوفي في 10 نوفمبر 2010 في شيكاغو في الولايات المتحدة.